# I Scream Up To The Sky
I Scream Up To The Sky – drugi album studyjny węgierskiej grupy muzycznej Ektomorf.

## Lista utworów
1. Scream up to the Sky
2. You Leech
3. Fire
4. I Miss You
5. An Les Devla
6. I'm Free
7. A Hard Day's Night
8. If I Weren't
9. Fájdalom Könnyei
10. You Are
11. Scum
12. Serial Men
13. Blood in Blood

## Twórcy
Skład zespołu
- Zoltán Farkas - śpiew, gitara
- Csaba Farkas - gitara basowa
- József Szakács - perkusja
- Lászlo Kovács - gitara

Inni zaangażowani
- Intro na płycie jest autorstwa Jánosa Faragó (1938-1983), zostało nagrane w 1960.
- Źeński śpiew w utworach "I Miss You" i "Blood In Blood" należą do Piroski Faragó (1949-1998), został zarejestrowany w 1960.
- Śpiew w utworze "Fájdalom Koyei" należy do Peti Csato.
- Scratche wykonał DJ Pozsi.